# Passe (Bogenschießen)
Eine Passe ist ein beim Bogenschießen gebrauchter Begriff für das Schießen einer bestimmten Anzahl von Pfeilen, die Aufnahme der Treffer und dem Holen der Pfeile. Dabei wird unterschieden zwischen 3-Pfeil-Passen (3 Pfeile schießen) und 6-Pfeil-Passen (6 Pfeile schießen). 3-Pfeil-Passen werden in der Regel bei Meisterschaften in der Halle geschossen, 6-Pfeil-Passen werden im Freien geschossen, um die erforderliche Zeit zur Trefferaufnahme und zum Holen der Pfeile zu verkürzen. Ob eine Passe mit 3 oder 6 Pfeilen geschossen wird, ergibt sich aus den entsprechenden Regeln des jeweiligen Sportverbandes, z. B. aus der Sportordnung des DSB.
Bei Ligawettkämpfen werden mehrere Schützen in der Passe zusammengefasst, so schießen in der Bundes- und Regionalliga drei Schützen mit je 2 Pfeilen eine Passe.